# 黑边多齿鳞虫
黑边多齿鳞虫（学名：Polyodontes atromarginatus）为蠕鳞虫科多齿鳞虫属的动物。分布于印度尼西亚、所罗门群岛、澳大利亚以及中国南海等海域。